# Carolina Garcia-Aguilera
Carolina Garcia-Aguilera (L'Avana, 13 luglio 1949) è una scrittrice statunitense d'origine cubana specializzata in narrativa gialla.

## Biografia
Nata nel 1949 a L'Avana, vive e lavora a Miami Beach.
Emigrata negli Stati Uniti nel 1959, ha ottenuto un B.A. in storia e scienze politiche al Rollins College di Winter Park nel 1971, un Master in finanza all'Università della Florida Meridionale nel 1983 e un dottorato in relazioni latino-americane all'Università di Miami.
Dopo aver lavorato alcuni anni come investigatrice privata, ha esordito nel 1996 con il noir Cuba nera avente per protagonista la detective cubano-statunitense Lupe Solano di Miami e in seguito ha dato alle stampe altri 9 romanzi oltre a vari racconti presenti in antologie
Membra dell'associazione Mystery Writers of America, nel 2001 ha ottenuto il Premio Shamus con il romanzo Havana Heat.

## Opere

### Serie Lupe Solano
- Cuba nera (Bloody Waters, 1996), Milano, Il Giallo Mondadori N. 2721, 2001 traduzione di Marcello Jatosti
- Bloody Shame (1997)
- Bloody Secrets (1998)
- A Miracle in Paradise (1999)
- Havana Heat (2000)
- Bitter Sugar (2001)
- Bloody Twist (2010)

### Altri romanzi
- One Hot Summer (2002)
- Luck of the Draw (2003)
- Magnolia (2012), Roma, Newton Compton, 2013 traduzione di Maria Grazia Perugini ISBN 978-88-541-5384-4.

## Televisione
- Una calda estate (One Hot Summer), regia di Betty Kaplan (2009) - film TV (autrice del soggetto)

## Premi e riconoscimenti
- Premio Shamus per il miglior romanzo in edizione rilegata: 2001 vincitrice con Havana Heat